# Lucero (Sängerin)

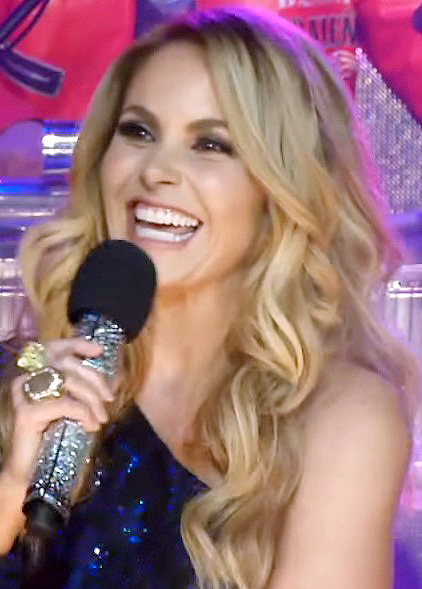
Lucero, 2017

Lucero Hoganza León (* 29. August 1969 in Mexiko-Stadt), allgemein bekannt unter ihrem Vornamen Lucero, ist eine mexikanische Schauspielerin und Sängerin.

## Leben

### Laufbahn
Bereits als Kind erhielt Lucero eine professionelle Gesangs- und Schauspielausbildung. Ihren ersten Fernsehauftritt hatte sie im Alter von 10 Jahren in der Sendung Alegría de Melodía.
1982 stand sie erstmals vor der Kamera und wirkte in 200 Episoden der Fernsehserie Chispita mit. In den Jahren 1983 und 1984 spielte sie in den Musikfilmen Coqueta und Delincuente die weibliche Hauptrolle an der Seite von Pedro Fernández. Auch in den folgenden Jahren wirkte die in den 1980er Jahren noch als Lucerito bezeichnete Künstlerin in weiteren Fernsehserien und Musikfilmen mit, bevor sie 1988 erstmals in einer Actionködie mit dem Titel Quisiera ser hombre spielte. Nach den Dreharbeiten zu der 1990 uraufgeführten Komödie Deliciosa sinvergüenza und ihrer Teilnahme an der Fernsehserie Cuando llega el amor legte sie eine längere Filmpause ein, in der sie sich ganz der Musik widmete. 1990 erschien ihr erstes Album mit dem Titel Con Mi Sentimiento.
Seit 1993 wirkte Lucero erneut in diversen Telenovelas mit. Ihr einziger Spielfilm seither war der 2004 uraufgeführte und dem mexikanischen Revolutionsführer Emiliano Zapata gewidmete Streifen Zapata – El sueño del héroe.
2003 stand Lucero zum ersten Mal auf der Theaterbühne. Für ihre etwa 100 Darbietungen in dem Stück Regina wurde sie als „Beste Theaterschauspielerin“ ausgezeichnet.

### Familie
Bei den Dreharbeiten zu ihrem vierten Film Escápate conmigo (1987) drehte Lucero an der Seite des elf Jahre älteren Manuel Mijares, den sie 1997 heiratete. Aus der Ehe, die 2011 geschieden wurde, gingen Sohn José Manuel (* 2001) und Tochter Lucero (* 2005) hervor.

## Filmografie

### Filme
- 1983: Coqueta
- 1984: Delincuente
- 1985: Fiebre de Amor
- 1987: Escápate conmigo
- 1988: Quisiera ser hombre
- 1990: Deliciosa sinvergüenza
- 2004: Zapata – El sueño del héroe

### Fernsehserien
- 1982: Chispita (200 Episoden)
- 1985: Chiquilladas (Episode: Amigos de Disneylandia)
- 1985: Mujer, casos de la vida real (Episode: El exámen)
- 1990: Cuando llega el amor (100 Episoden)
- 1993: Los parientes pobres (3 Episoden)
- 1995: Lazos de amor (100 Episoden)
- 2000: Mi destino eres tú (2 Episoden)
- 2005: Alborada (91 Episoden)
- 2008: Mañana es para siempre (145 Episoden, bis 2009)
- 2010: Soy tu dueña (146 Episoden)
- 2012: Por ella soy Eva (165 Episoden)
- 2016: Carinha de Anjo (9 Episoden)

## Diskografie

### Alben
| Jahr | Titel                                        | Höchstplatzierung, Gesamtwochen, AuszeichnungChartplatzierungen (Jahr, Titel, Platzierungen, Wochen, Auszeichnungen, Anmerkungen) | Höchstplatzierung, Gesamtwochen, AuszeichnungChartplatzierungen (Jahr, Titel, Platzierungen, Wochen, Auszeichnungen, Anmerkungen) | Höchstplatzierung, Gesamtwochen, AuszeichnungChartplatzierungen (Jahr, Titel, Platzierungen, Wochen, Auszeichnungen, Anmerkungen) | Anmerkungen                                           |
| Jahr | Titel                                        | US | Latin | MX | Anmerkungen                                           |
| ---- | -------------------------------------------- | --- | --- | --- | ----------------------------------------------------- |
| 1992 | Lucero de México                             | — | Latin45 (2 Wo.)Latin | MX— GoldMX | Erstveröffentlichung: 25. Februar 1992                |
| 1993 | Lucero                                       | — | Latin19 (13 Wo.)Latin | — | Erstveröffentlichung: 13. Juli 1993                   |
| 1994 | Cariño de Mis Cariños!                       | — | Latin13 (26 Wo.)Latin | — | Erstveröffentlichung: 21. Juni 1994                   |
| 1997 | Piel de Angel                                | — | Latin28 (13 Wo.)Latin | — | Erstveröffentlichung: 22. April 1997                  |
| 1998 | Cerca de Ti                                  | — | Latin29 (4 Wo.)Latin | — | Erstveröffentlichung: 24. Februar 1998                |
| 2004 | Cuando Sale un Lucero                        | — | — | MX9 Gold · (29 Wo.)MX | Erstveröffentlichung: 20. Oktober 2004                |
| 2007 | Lucero en vivo Auditorio Nacional            | — | — | MX25 (10 Wo.)MX | Erstveröffentlichung: 26. September 2007              |
| 2010 | Indispensable                                | US172 (1 Wo.)US | Latin4 (25 Wo.)Latin | MX16 (9 Wo.)MX | Erstveröffentlichung: 21. September 2010              |
| 2011 | Mi secreto de amor                           | — | Latin43 (6 Wo.)Latin | MX48 (3 Wo.)MX | Erstveröffentlichung: 6. Dezember 2011                |
| 2012 | Un Lu*Jo                                     | — | Latin4 (34 Wo.)Latin | — | Erstveröffentlichung: 22. Mai 2012 mit Joan Sebastian |
| 2013 | Lucero en concierto – Sus mas grandes éxitos | — | Latin42 (1 Wo.)Latin | — | Erstveröffentlichung: 19. November 2013               |
| 2014 | Aqui Estoy                                   | — | Latin9 (7 Wo.)Latin | — | Erstveröffentlichung: 14. November 2014               |
| 2017 | Más enamorada con banda                      | — | Latin40 (1 Wo.)Latin | MX3 Gold · (12 Wo.)MX | Erstveröffentlichung: 11. Mai 2018                    |
| 2019 | Solo Me Faltabas Tú                          | — | — | MX1 (21 Wo.)MX | Erstveröffentlichung: 1. November 2019                |

grau schraffiert: keine Chartdaten aus diesem Jahr verfügbar
Weitere Alben
- 1990: Con Mi Sentimiento
- 1994: Siempre Contigo
- 1995: Corazon de Deriva
- 1996: 20 Kilates Musicales
- 1997: Sólo Pienso En Ti
- 1998: Por Que Te Vas
- 2000: Mi Destino (MX: Gold)
- 2001: Rancheras
- 2001: Lucero
- 2002: Un Nuevo Amor
- 2006: Quiereme Tal Como Soy (MX: Gold)
- 2006: Rebels, Rogues & Sworn Brothers
- 2006: Lucerito
- 2007: Lucero en Vivo: Ranchero
- 2007: Lucero en Vivo: Pop
- 2012: De Luio
- 2013: My Passion for Mexico
- 2017: Brasileira
- 2018: Más Enamorada con Banda

### Singles (Auswahl)
| Jahr | Titel Album                              | Höchstplatzierung, Gesamtwochen, AuszeichnungChartsChartplatzierungen (Jahr, Titel, Album, Platzierungen, Wochen, Auszeichnungen, Anmerkungen) | Anmerkungen        |
| Jahr | Titel Album                              | Latin | Anmerkungen        |
| ---- | ---------------------------------------- | --- | ------------------ |
| 1990 | Te Tuve Y Te Perdi Con Mi Sentimiento    | Latin12 (10 Wo.)Latin |                    |
| 1991 | Electricidad Sólo Pienso En Tí           | Latin5 (16 Wo.)Latin |                    |
| 1991 | Ya No Sólo Pienso En Tí                  | Latin7 (17 Wo.)Latin |                    |
| 1992 | Llorar Lucero de México                  | Latin29 (8 Wo.)Latin |                    |
| 1993 | Veleta Lucero                            | Latin2 (17 Wo.)Latin |                    |
| 1993 | Sobrevivire Lucero                       | Latin8 (13 Wo.)Latin |                    |
| 1993 | El Numero Uno Lucero                     | Latin22 (10 Wo.)Latin |                    |
| 1994 | Cerca De Ti Lucero                       | Latin23 (7 Wo.)Latin |                    |
| 1994 | Me Estas Quemando Cariño de Mis Cariños! | Latin22 (8 Wo.)Latin |                    |
| 1995 | Siempre Contigo                          | Latin4 (16 Wo.)Latin |                    |
| 1995 | ¿Quién soy yo? Siempre Contigo           | Latin24 (8 Wo.)Latin |                    |
| 1996 | Lazos de Amor                            | Latin40 (1 Wo.)Latin |                    |
| 1997 | Tacticas de Guerra Piel de Angel         | Latin13 (11 Wo.)Latin |                    |
| 1998 | Corazon Lastimado Cerca de Ti            | Latin32 (3 Wo.)Latin |                    |
| 1998 | El Privilegio De Amar –                  | Latin6 (14 Wo.)Latin | mit Mijares        |
| 2012 | Caminar Contigo Un Lu*Jo                 | Latin18 (17 Wo.)Latin | mit Joan Sebastian |